# Senkálszky Endre
Senkálszky Endre (Kolozsvár, 1914. október 2. – Kolozsvár, 2014. január 5.) magyar színész, rendező, pedagógus, színházigazgató, érdemes művész.

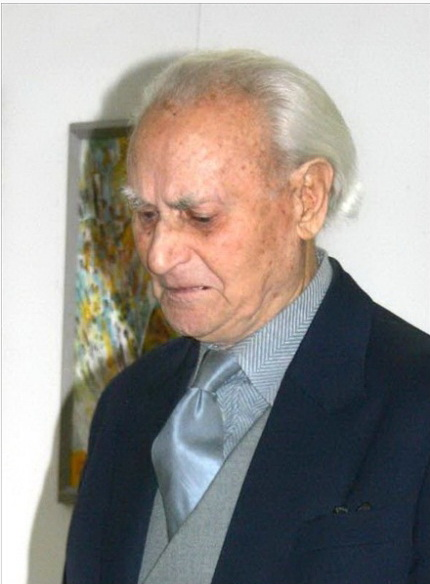
Horváth László felvétele, 2007

## Életútja
Anyai ágon az erdélyi örmény Placsintár család leszármazottja.  
1949–1954 (az intézet Marosvásárhelyre költözése) között a kolozsvári Magyar Művészeti Intézet tanáraként témagyakorlatot tanított. 1955-től kezdve rendezői feladatokat is vállalt; első rendezése (Patkós Györggyel közösen) Federico García Lorca drámája, a Bernarda Alba háza volt. 1964–1969 között a Kolozsvári Állami Magyar Színház igazgatója volt. 1977-ben saját kérésére nyugdíjba vonult, de ezt követően is folytatta a színészi és a rendezői munkát. 2010-ig, azaz kilencvenhat éves koráig megszakítás nélkül játszott.
2012-ben megkapta a színikritikusok életműdíját.

## Főbb szerepei
- Ádám (Madách Imre: Az ember tragédiája)
- Dudgeon (G. B. Shaw: Az ördög cimborája)
- Bánk bán (Katona József)
- Petruchio (Shakespeare: A makrancos hölgy)
- Kótyagos polgár (Ion Luca Caragiale: Az elveszett levél)
- Ephraim Cabot (Eugene O’Neill: Vágy a szilfák alatt)
- Színészkirály, Az apa szelleme (Shakespeare: Hamlet)
- Öregapó (Hszing Csi-en: A buszmegálló)
- Polgár (Shakespeare: III. Richárd)

## Főbb rendezései
- Federico García Lorca: Bernarda Alba háza
- Móricz Zsigmond: Légy jó mindhalálig
- Tudor Arghezi román költő 36 verséből összeállítás Ének az emberről címmel
- 1978 - 1981 között 14 görög tragédiából álló ciklust rendezett, Aiszkhülosz (Leláncolt Prométeusz, Perzsák), Szophoklész (Antigoné, Philoktetész, Oidipusz király, Oidipusz Kolónoszban, Élektra) és Euripidész (Iphigenia Auliszban, Hekabé, Oresztész, Alkésztisz, Médeia, Hippolütosz, Phoinikiai nők) drámáit

## Díjak, kitüntetések
- A Román Népköztársaság Érdemes művésze (1957)
- Kemény János-díj (EMKE, 1995)
- Szentgyörgyi István-díj (Budapest, 1999)
- Bánffy Miklós-vándordíj (Kolozsvári Állami Magyar Színház, 1999)
- A Magyar Köztársasági Érdemrend tisztikeresztje (1999)
- A budapesti Játékszíni Társaság Életműdíja (2003)
- A Román Kulturális és Vallásügyi Minisztérium Kulturális Érdemrendje (2004)
- Bánffy Miklós-vándordíj (Kolozsvári Állami Magyar Színház, 2004)
- Érdemes művész (2011)
- Színikritikusok életműdíja (2012)